# ستيفي سالاس
ستيفي سالاس (بالإنجليزية: Stevie Salas)‏ هو عازف قيثارة وملحن ومنتج أسطوانات وكاتب أغاني ومنتج أفلام أمريكي، ولد في 17 نوفمبر 1963 في أوسيانسيدي في الولايات المتحدة.

## وصلات خارجية
- الموقع الرسمي
- ستيفي سالاس على موقع IMDb (الإنجليزية)
- ستيفي سالاس على موقع ميوزك برينز (الإنجليزية)
- ستيفي سالاس على موقع أول ميوزيك (الإنجليزية)
- ستيفي سالاس على موقع ديسكوغز (الإنجليزية)